# Zuce
Zuce (em cirílico:Зуце) é uma vila da Sérvia localizada no município de Voždovac, pertencente ao distrito de Belgrado, na região de Šumadija. A sua população era de 2075 habitantes segundo o censo de 2009.

## Demografia
| 1948  | 1953  | 1961  | 1971  | 1981  | 1991  | 2002  |
| ----- | ----- | ----- | ----- | ----- | ----- | ----- |
| 1 279 | 1 380 | 1 517 | 1 526 | 1 771 | 1 994 | 2 024 |